# Нина Рукавина
Нина Пророчић Рукавина (Суботица, 21. август 1990) српска је позоришна, телевизијска и филмска глумица.

## Биографија
Рођена је 21. августа 1990. године у Суботици. Глуму је дипломирала на Академији уметности Универзитета у Новом Саду у класи Јасне Ђуричић, а мастер студије завршила код професора глуме Радослава Миленковића. По завршетку студија запослила се у Српском народном позоришту, где је део ансамбла постала 2015. године. Прву запаженију телевизијску улогу остварила је у 4. сезони серије Игра судбине.

## Улоге

### Позоришне представе
| Наслов                                          | Улога                          | Редитељ            | Позориште                    | Премијера           |
| ----------------------------------------------- | ------------------------------ | ------------------ | ---------------------------- | ------------------- |
| Антигона                                        | Антигона                       | Јасна Ђуричић      | Академија уметности Нови Сад | 21. јануар 2013.    |
| Клуб „Јонесков брод”                            | Ученица                        | Јасна Ђуричић      | Академија уметности Нови Сад | 17. јун 2013.       |
| Шине или Бог нас погледао                       | Рупица                         | Душан Мамула       | Српско народно позориште     | 4. септембар 2015.  |
| Хамлет                                          | Фортинбрас                     | Никола Завишић     | Српско народно позориште     | 29. јануар 2016.    |
| На Дрини ћуприја                                |                                | Кокан Младеновић   | Српско народно позориште     | 17. март 2016.      |
| Коштана                                         | Васка, Коца, Врањанке, Циганке | Кокан Младеновић   | Српско народно позориште     | 5. август 2016.     |
| Пожар. Лаунџ / Контраст или Тамо где смо остали | више улога                     | Миа Кнежевић       | Српско народно позориште     | 27. септембар 2016. |
| Лажа и паралажа                                 | Марија                         | Слободан Бранковић | Српско народно позориште     | 19. јануар 2018.    |
| Илустрована енциклопедија нестајања             |                                | Золтан Пушкаш      | Српско народно позориште     | 12. март 2018.      |
| Вештице из Салема                               | Сестра Мерси                   | Никита Миливојевић | Српско народно позориште     | 14. септембар 2018. |
| Kод Вечите славине                              |                                | Соња Петровић      | Српско народно позориште     | 21. фебруар 2022.   |
| Берлински зид                                   | Ана                            | Жељко Хубач        | Српско народно позориште     | 9. март 2022.       |

### Филмографија
| Год.       | Назив                                | Улога               |
| ---------- | ------------------------------------ | ------------------- |
| 2016.      | Она је жива                          |                     |
| 2018.      | Немањићи — рађање краљевине (серија) | млада жена у црнини |
| 2022-2023. | Игра судбине (серија)                | лажна Уна Христић   |
| 2024.      | Радио Милева (серија)                | Анастасија          |

## Награде и признања
| Година | Остварење            | Награда                                                                                                   |
| ------ | -------------------- | --- |
| 2014.  | Клуб „Јонесков брод” | Специјална награда за ауторско поимање глумачке уметности, за улогу Ученице на 17. Art Trema Festu у Руми |